# Mount Saint Helens
A Mount Saint Helens (magyarul Saint Helens-hegy) Észak-Amerikában, a Cascade-hegységben található vulkáni eredetű hegy. A hegyet George Vancouver felfedező nevezte el Alleyne FitzHerbert brit diplomata tiszteletére, aki a Wight-szigeten lévő St Helens falu első bárója volt.

## Legutóbbi kitörése

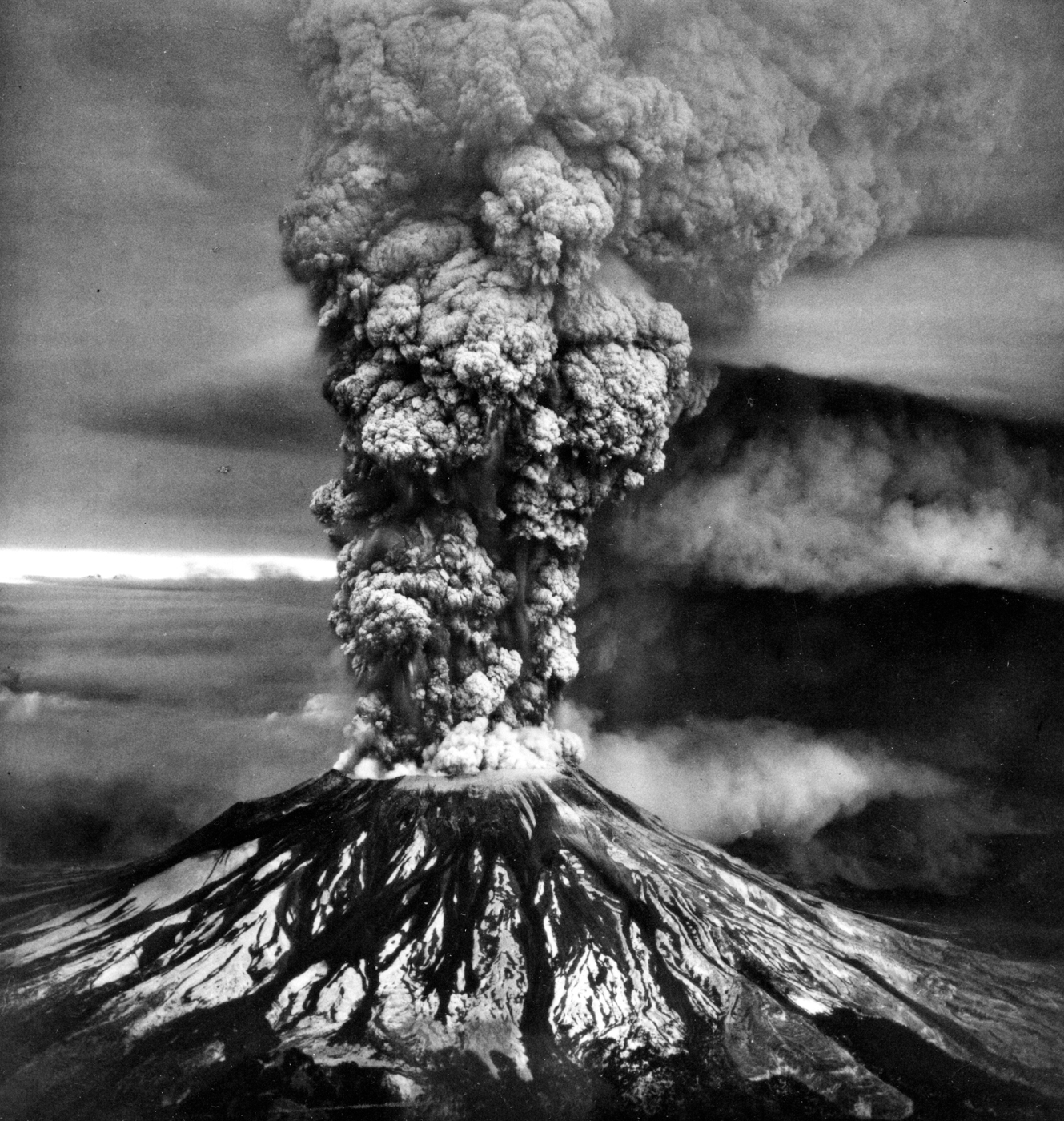
A Mount Saint Helens kitörése 1980. május 18-án

123 évnyi szunnyadás után 1980. május 18-án óriási kitörést produkált, amelynek következtében 57 ember meghalt és 600 négyzetkilométernyi erdő elpusztult. Az explozív folyamat minden tekintetben a dácitos összetételű magmák által vezérelt vulkáni működés jegyeit mutatta.
A vulkán nem felfelé tört ki, hanem oldalirányban. A Mount St. Helens északi oldala teljesen leomlott, a kürtőben lávadóm emelkedett ki. A hegy 401 métert veszített magasságából. A kitörési hamufelhő 25 km-es magasságot ért el. Mintegy 1 km³-nyi vulkáni hamu jutott az atmoszférába, és a levegőbe került kén-dioxid szokatlan színű naplementéket és napkeltéket idézett elő. Az izzó felhő hőmérséklete elérte a 600 °C-ot.
A vulkán kitörése Észak-Amerika addigi legsúlyosabb természeti katasztrófáját okozta. Ma új vulkáni kúp alakul a kráter belsejében. 1982-ben a hegy környékét nemzeti vulkánemlékhelynek nyilvánították.